# Idiostolus
Idiostolus es un género de chinches transantárticos de la familia Idiostolidae (Heteroptera: Idiostoloidea), la cual presenta una clásica distribución gondwánica. Las especies de Idiostolus se encuentran distribuidas en el sur de Chile y Argentina.

## Especies
Actualmente este género comprende dos especies:
- Idiostolus insularis (Berg, 1883)
- Idiostolus schaeferi Faúndez, Carvajal & Ashwroth 2014